# Bung Bong
Bung Bong è una città australiana, situata nello Stato di Victoria, il cui territorio fa parte di due contee, la Contea di Pyrenees e Contea di Central Goldfields . Il paese diasta 185 km da Melbourne.
La città è attraversata dal torrente Bet Bet affluente del fiume Loddon.
Il torrente viene attraversato da due ponti, il ponte vecchio costruito nel 1871 che è il terzo più antico dello Stato e a sud il nuovo ponte sulla Highway Pirenei.